# 김태윤 (행정학자)
김태윤(金泰潤, 1961년 4월 14일~)은 대한민국의 행정학자, 대학 교수이다. 한양대학교 행정학과 교수로 재직하며 한국생활안전연합 공동대표, 규재개혁위원회 위원 등을 역임하였다. 주 연구 분야는 재무행정, 규제정책, 경제분석, 재해재난정책 등이다.

## 학력
- 1985, 서울대학교 경영학 학사
- 1987, 경희대학교 평화복지대학원 행정학 석사
- 1993, 하버드대학교 정책학 석사
- 1997, 하버드대학교 정책학 박사

## 경력
- 1998.02 ~ 2001.02 : 한국행정연구원 수석연구원
- 1998.05 ~ 2001.02 : 한국행정연구원 규제개혁연구센타 소장
- 1998.05 ~ 2000.12 : 규제개혁위원회 전문연구위원
- 1998.07 ~ 1999.09 : 규제개혁위원회 행정분과 심사소위원회 위원
- 1998.10 ~ 2000.06 : 국무조정실 OECD 규제심사 준비기획단 위원
- 1998.10 : 환경부 환경․경제 통합정책자문위원회 위원
- 1999.01 ~ 2000.01 : 한국정책학회 연구위원
- 1999.03 ~ 2001.03 : 한국정책분석평가학회 편집위원
- 1999.06 ~ 2001.06 : 서울시립대 도시방재연구센타  초빙연구위원
- 1999.07 : 소방법령체계 발전 총괄위원회 총괄위원
- 1999.08 ~ 1999.12 : 기획예산처 「한국경제의 중장기 비전-정부부문」작업반 민간자문위원
- 1999.10 :「소방행정」편집위원회 편집위원
- 1999.10 : 기획예산처 행정서비스헌장 심의위원회 위원
- 1999.11 ~ 2000.11 : 두뇌한국21(BK21)사업 인문사회분과심사위원회 심사위원/실사평가위원
- 2000.02 ~ 2000.04 : 규제개혁위원회 광역지방자치단체규제개혁지침 검토위원회 위원
- 2000.04 ~ 2003.08 : 기획예산처 기금운용평가단 평가위원
- 2000.04 ~ 2003.02 : 한국자치경영협회 시설관리공단 경영평가단 평가위원
- 2000.06 ~ 2001.02 : 한국행정연구원 공공안전관리연구센타 소장
- 2001.03 : 한양대학교 행정대학원 행정학과/사회복지학과 주임교수
- 2001.03 ~ 2003.02 : 한양대학교 대학원 행정학과 주임교수
- 2001.03 ~ 2003.02 : 한양대학교 사회과학대학 행정학과장
- 2001.03 : 행정자치부 규제심사위원회 위원
- 2001.04 : 서울특별시 소방학교 기획단 자문위원
- 2001.08 : 여성부 규제개혁추진단 위원
- 2001.11 : 서울특별시 중구 투명성위원회 위원
- 2002 ~ 2010 : 한국규제학회 이사
- 2002.01 : 여성부 공동협력사업선정위원회 위원
- 2002.03 ~ 2004.03 : 한양대학교 행정문제연구소 소장
- 2002.05 : 한국학술진흥재단 지방대학육성지원사업단 심사위원
- 2002.05 ~ 2009.05 : 한국규제학회 연구위원장
- 2002.06 : 한국소방안전협회 사외전문위원
- 2002.07 : 행정자치부․경향신문사 대한민국안전대상 심사위원
- 2002.10 : 중앙인사위원회 정책평가위원회 평가위원
- 2003.01 ~ 2005.01: 한국정책분석평가학회 총무위원
- 2003.03 : 행정자치부 규제심사위원회 위원
- 2003.03 : 서울시 규제개혁위윈회 위원
- 2003.05 : 서울시 지방분권자문단 위원
- 2003.05 : 과학기술부 업무혁신팀 자문위원
- 2003.05 : 여성부 정책평가위원회 평가위원
- 2003.06 : 행정자치부 정책자문위원회 위원
- 2004.03 ~ 2006.03 : 계간학술지 한국행정연구 편집위원
- 2004.03 ~ 2005.03 : 한국행정학회 편집위원/연구위원/운영위원
- 2004.03 : 노동부혁신자문단 위원
- 2004.08 : 소방방재청 정책자문위원회 위원
- 2005.04 : 고령화및미래사회위원회 정책자문위원회 위원
- 2005.05 : 노동부 정책평가위원회 위원
- 2006.01 : 기획예산처 공공기관 혁신평가단 평가단원
- 2006.03 ~ 2008.03 : 한국정책학회 연구이사/편집위원
- 2006.03 ~ : 산업표준심의회 COPLCO(소비자정책위원회) 전문위원
- 2006.03 ~ 2008.02 : 중앙공무원교육원(COTI) 겸임교수
- 2006.03 ~ 2009.02 : 소방산업기술원 비상임이사
- 2006.03 : 서울특별시 성동구 의정비심의위원회 위원
- 2006.03 : 정보화평가위원회(국무조정실) 위원
- 2006.07 ~ 2008.08 : 국회 예산정책처 사업평가국장(개방형 고급공무원)
- 2009.02 ~ 2011.01 : (대통령직속) 규제개혁위원회 위원
- 2009.06 ~ 2011.01 : (대통령직속) 규제개혁위원회 간사위원
- 2010.04 ~ 2012.04 : 한국규제학회 회장
- 한국규제학회 고문
- 한양대학교 정책과학대학 행정학과 교수
- 한양대학교 대학원 과학기술정책학과 책임교수
- 2014.07 ~ 2015.08 : 예산정책연구 편집위원장
- 2014.07 ~ 2016.07 : (대통령직속) 규제개혁위원회 위원(간사위원)
- 2015.03 ~ 2016.02 : 국가재정운용계획위원회(국민안전분과위원회) 위원(분과위원장)
- 2015.08 : 고용부 산업안전보건공단 산업안전보건전문위원회 위원
- 2015.10 : 경제사회발전노사정위원회 산업안전혁신위원회 공익위원
- 2019.03 ~ 2025.03: CJ제일제당 사외이사 겸 감사위원회 위원
- 2019.03 ~ 2025.03: CJ제일제당 사외이사후보 추천위원회 위원장
- 2019.03 ~ 2025.03: CJ제일제당 내부거래위원회 위원 겸 보상위원회 위원
- CJ제일제당 지속가능경영위원회 위원

## 주요 논문
- 위험 및 안전규제 비용편익분석의 현실적 요건의 모색(공저), 「규제연구」 18(1), 2009.
- 재난관리이론의 관점에서 본 실패론의 함의(공저), 「한국행정연구」 15(2), 2006.
- 대구지하철참사: 정책사례연구, 「韓國政策學會報」 14(4), 2005.
- 공공사업 관리방식 선정모델: 이론적 도출과 부산시 영락공원장례식장 사례에의 적용(공저), 「韓國行政學報」 39(3), 2005.
- 정책적 맥락에서의 우리나라 인명의 가치(공저), 「韓國行政學報」 37(2), 2003.

## 저서
- ‘비용편익분석의 이론과 실제: 공공사업평가와 규제영향분석을 중심으로’(공저, 2004),
- ‘독립규제위윈회의 발전방향’(공저, 2004),
- ‘Murray J. Horn의 공공부문의 제도적 선택이론편, 「행정학의 주요이론」’(공저, 2000)

## 상훈
- 홍조근정훈장(제24993호): 2011년 7월 29일
- 근정포장(제68636호): 2003년 11월 8일